# Çanakkale (tỉnh)
Çanakkale là một tỉnh của Thổ Nhĩ Kỳ. Tỉnh này nằm ở vùng tây bắc của quốc gia này. Tỉnh này lấy tên từ thị xã Çanakkale.
Giống như Istanbul, tỉnh Çanakkale nằm ở cả châu Âu và châu Á. Phía châu Âu do bán đảo Gallipoli (Gelibolu) tạo thành còn phía châu Á phần lớn tiếp giáp với vùng lịch sử Troad ở Anatolia. Hai khu vực này bị eo biển Dardanelles chia tách, nối Biển Marmara với Biển Aegea.
Địa điểm khảo cổ Troia nằm ở tỉnh Çanakkale.

## Các huyện
Tỉnh này được chia thành các huyện sau (tỉnh lỵ được bôi đậm):: 

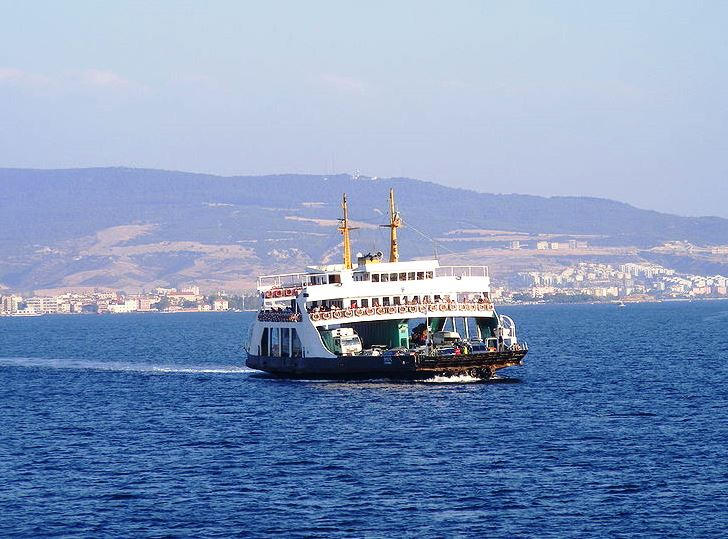
Một chiếc phà đi từ thị xã Çanakkale đến bán đảo Gallipoli

- Ayvacık
- Bayramiç
- Biga
- Bozcaada
- Çan
- Çanakkale
- Eceabat
- Ezine
- Gelibolu
- Gökçeada
- Lapseki
- Yenice